# Mangak Island
Mangak Island är en ö i Kanada.   Den ligger i territoriet Nunavut, i den centrala delen av landet, 3 300 km nordväst om huvudstaden Ottawa. Arean är 2,0 kvadratkilometer. Ön ligger i arkipelagen Duke of York Archipelago i viken Coronation Gulf.
Terrängen på Mangak Island är platt. Öns högsta punkt är 53 meter över havet. Den sträcker sig 1,5 kilometer i nord-sydlig riktning, och 2,8 kilometer i öst-västlig riktning.